# Служебные слова
Служе́бные слова́ — лексически несамостоятельные слова, имеющие в языке не номинативную функцию (они не называют предметы, свойства или отношения), а лишь выражающие различные семантико-синтаксические отношения между словами, предложениями и частями предложений. Противопоставляются знаменательным, или самостоятельным, словам, отличаясь от них, помимо значения, отсутствием морфологических категорий. Приближаясь к словоизменительным морфемам, служебные слова находятся на грани словаря и грамматики и фактически относятся к сфере грамматических средств языка. Они превосходят знаменательные слова частотностью употребления, но уступают им по численности, составляя список, близкий к закрытому.

## Общая характеристика
Для служебных слов характерны некоторые общие особенности. В фонетическом отношении они, как правило, характеризуются безударностью (исключения в русском языке — частицы да и нет), а в тоновых языках — отсутствием тона; тяготеют к моносиллабизму, если непроизводны. Обыкновенно служебные слова не членятся на морфемы и не составляют парадигм (что отличает их, к примеру, от глаголов-связок и вспомогательных глаголов в аналитических формах типа рус. буду читать). С синтаксической точки зрения отличаются неспособностью быть членами предложения (в отличие от союзных слов), однако могут входить в их состав наряду со знаменательными словами.

## Классификация
По происхождению служебные слова делятся на первообразные (непроизводные), например рус. в, к, при; и, а, или; бы, же, уж, — и непервообразные (производные): в течение; несмотря на то что; пускай, давай. Производные представляют собой бывшие знаменательные слова, утратившие номинативное значение и синтаксические свойства, характерные для соответствующих частей речи, и обособившиеся от прочих своих форм в результате функционально-семантического переосмысления (грамматикализации).
Число разрядов служебных слов, выделяемых по общности функций, различается в зависимости от языка, а их семантика в значительной степени зависит от типа языка: в аналитических языках служебные слова (особенно частицы) принимают функции, выполняемые в синтетических языках аффиксами. Во многих языках выделяются релятивные слова (предлоги или послелоги), союзы, частицы и артикли.
Степень развитости некоторых разрядов служебных слов связана и с состоянием его литературной формы, в особенности её письменной разновидности: так, подчинительные союзы более распространены именно в письменной речи.

## Изучение
Термин «служебные слова» («служебные части речи») характерен прежде всего для русской грамматической традиции, в истории которой объём данного понятия колебался: Ф. И. Буслаев относил к ним местоимения, числительные, предлоги, союзы, местоименные наречия и вспомогательные глаголы, А. М. Пешковский — только предлоги и союзы, Л. В. Щерба — глагольные связки (быть, являться), предлоги, союзы, союзные слова. В академической грамматике закрепилась точка зрения В. В. Виноградова, согласно которой к служебным словам относятся «частицы речи»: частицы, предлоги и союзы.
В зарубежной лингвистике обычно не противопоставляются служебные и знаменательные части речи, хотя иногда выделяется категория относительных слов, включающая артикли, предлоги (послелоги) и союзы. Французская лингвистическая традиция относит к служебным словам и местоимения.